# Distrito de Martin
El distrito de Martin (en eslovaco Okres Martin) es una unidad administrativa (okres) de Eslovaquia Central, situado en la región de Žilina, con 97 813 habitantes (en 2001) y una superficie de 736 km². Su capital es la ciudad de Martin.

## Demografía
| Año        | 1994   | 2004    | 2014    | 2024    |
| ---------- | ------ | ------- | ------- | ------- |
| Población  | 97 600 | 97 671  | 96 887  | 92 817  |
| Diferencia |        | +0,07 % | −0,80 % | −4,20 % |

| Año        | 2023   | 2024    |
| ---------- | ------ | ------- |
| Población  | 93 041 | 92 817  |
| Diferencia |        | −0,24 % |

## Ciudades
- Martin (capital)
- Vrútky

## Municipios (población año 2017)
- Belá-Dulice 1266
- Benice 349
- Blatnica 933
- Bystrička 1492
- Ďanová 561
- Diaková 424
- Dolný Kalník 259
- Dražkovce 987
- Folkušová 147
- Horný Kalník 182
- Karlová 104
- Kláštor pod Znievom 1589
- Košťany nad Turcom 1335
- Krpeľany 1102
- Laskár 136
- Ležiachov 160
- Lipovec 940
- Necpaly 945
- Nolčovo 250
- Podhradie 667
- Príbovce 1088
- Rakovo 364
- Ratkovo 186
- Sklabiňa 625
- Sklabinský Podzámok 194
- Slovany 461
- Socovce 249
- Sučany 4710
- Šútovo 507
- Trebostovo 578
- Trnovo 279
- Turany 4275
- Turčianska Štiavnička 940
- Turčianske Jaseno 400
- Turčianske Kľačany 967
- Turčiansky Ďur 179
- Turčiansky Peter 483
- Valča 1703
- Vrícko 467
- Žabokreky 1243
- Záborie 165